# Josef Obajdin
Josef Obajdin (ur. 7 listopada 1970 we Vlašimiu) – czeski piłkarz. W trakcie swojej kariery grał na pozycji napastnika.

## Sukcesy
- 1991/1992: Puchar Czechosłowacji (Sparta Praga)
- 1995/1996: Puchar Czech (Sparta Praga)
- 1996/1997: I liga czeska (Sparta Praga)
- 1997/1998: I liga czeska (Sparta Praga)
- 1998/1999: I liga czeska (Sparta Praga)
- 1999/2000: I liga czeska (Sparta Praga)
- 2000/2001: I liga czeska (Sparta Praga)
- 2002/2003: I liga czeska (Sparta Praga)
- 2003/2004: Puchar Czech (Sparta Praga)
- 2005/2006: Puchar Polski (Wisła Płock)
- 2006: Superpuchar Ekstraklasy (Wisła Płock)